# Уругвайская Антарктика

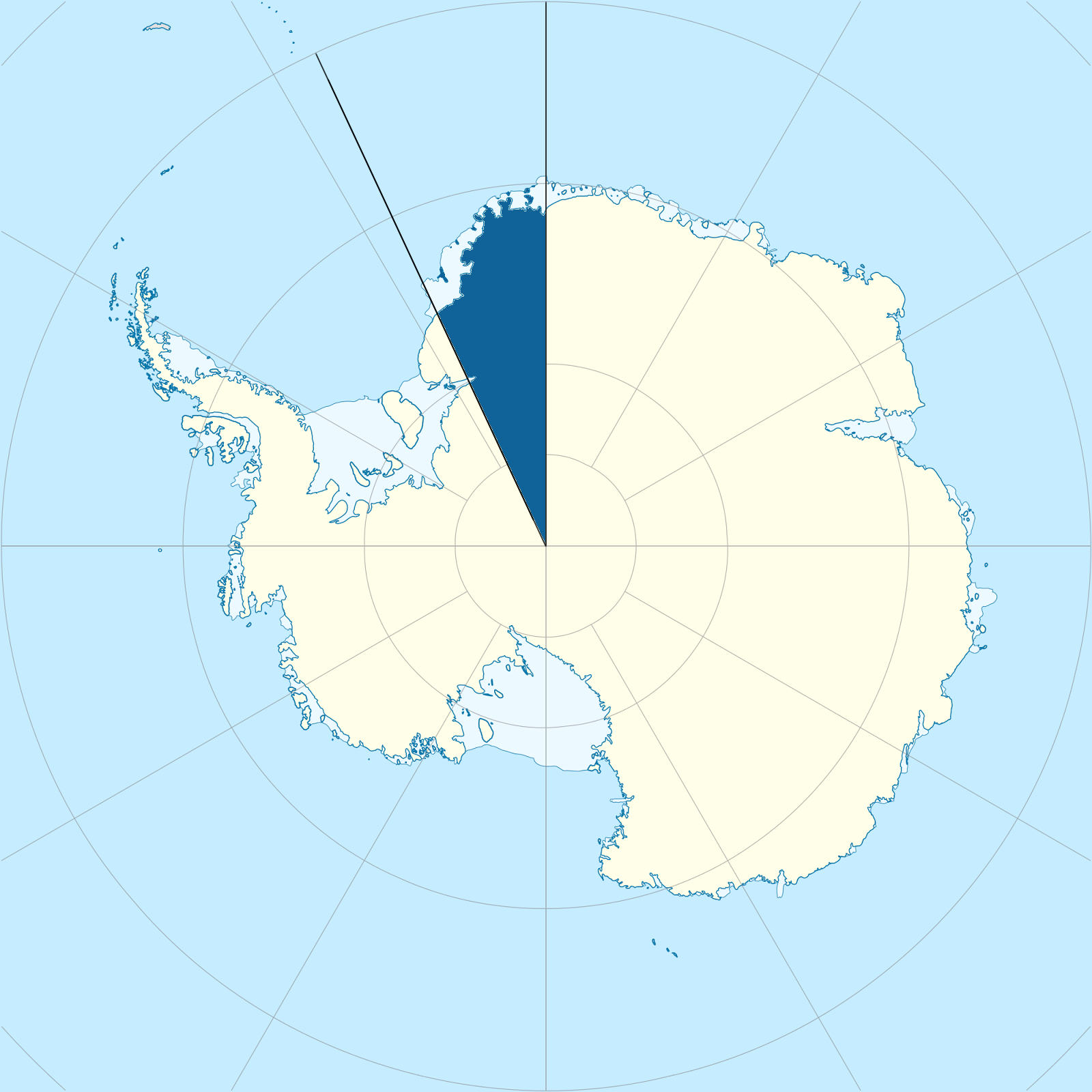
Предлагаемая территория Уругвайской Антарктики

Уругва́йская Антаркти́да (исп. Antártida Uruguaya) — сектор Антарктиды, где, по мнению профессора Хулио Сесара Муссо, Восточная Республика Уругвай должна осуществлять свой суверенитет. Ему не было присвоено конкретное определение и оно не означало территориальных претензий, а скорее предполагалось как область естественного действия южного морского выступа Уругвая. Уругвай является частью Системы Договора об Антарктике в качестве консультанта и оставляет за собой право предъявлять территориальные претензии.

## Уругвайский день Антарктиды

### Законопроект 1985 года
8 мая 1985 года тогдашний сенатор Луис Альберто Лакалье представил новый законопроект, чтобы выделить один день в году как «Уругвайский день Антарктиды» (Día de la Antártida Uruguaya) и способствовать изучению и распространению этого вопроса среди молодого поколения. В преамбуле Лакаль утверждал, что «мы выбрали 28 августа, поскольку основание Уругвайского антарктического института, вдохновлённого учением профессора Хулио К. Муссо, было областью, где родилось и выросло антарктическое призвание нашей страны».